# بلر اندرسون
بلر اندرسون (انگلیسی: Blair Anderson؛ زادهٔ ۱ ژوئیهٔ ۱۹۹۲) بازیکن فوتبال اهل بریتانیا است.
از باشگاه‌هایی که در آن بازی کرده‌است می‌توان به باشگاه فوتبال لانگ ایتون یونایتد، باشگاه فوتبال باسفورد یونایتد، و باشگاه فوتبال کراولی تاون اشاره کرد.